# شادو
«شادو» (بالإنجليزية: Shadow)‏ أغنية من كاتبة وغناء المغنية العالمية آشلي سمبسون، شادو السنجل الثاني من ألبوم أتو بيوجرافي.
الأغنية أخذت مركز #57 في الولايات المتحدة بيل بورد، أصبحت ثاني أغنية فردية تدخل البيل بورد. وأخذت في أستراليا #31

## مراكز الأغنية
| قائمة(2004)                                   | المركز |
| --------------------------------------------- | ------ |
| أستراليا                                      | 31     |
| النمسا                                        | 60     |
| ألمانيا                                       | 42     |
| سويسرا                                        | 30     |
| الولايات المتحدة بيل بورد توب 100             | 57     |
| الولايات المتحدة بيل بورد أكثر سماعا توب 40   | 14     |
| الولايات المتحدة بيل بورد أفضل الأغاني توب 40 | 27     |